# Relevanter Markt
Als relevanter Markt wird in der Betriebswirtschaftslehre eine Marktabgrenzung bezeichnet, auf die sich das Marketing oder die Marktbearbeitung konzentriert. Im Wettbewerbs- und Kartellrecht betrifft der Rechtsbegriff Unternehmen mit marktbeherrschender Stellung.

## Allgemeines
Ein relevanter Markt ist der Teilmarkt eines Gesamtmarktes, den ein Anbieter beispielsweise aufgrund der räumlichen Lage oder der Präferenzen der Nachfrager für bedienbar hält. Marktsegmente sind wiederum Teilmärkte eines relevanten Marktes und ergeben sich durch die Segmentierung eines Gesamtmarkts.

## Betriebswirtschaftslehre
Ein relevanter Markt ist der Einflussbereich von Angebot und Nachfrage. Einfluss bedeutet, dass das Angebot Nachfrager erreichen kann und dass Nachfrager vom Angebot Kenntnis erlangen und zu einer Kaufentscheidung veranlassen können. Der relevante Markt von seiner räumlichen Ausdehnung kann deshalb bloß der Wochenmarkt, darüber hinaus auch der Binnenmarkt einer Region oder eines ganzen Staates, der Europäische Binnenmarkt der EU-Mitgliedstaaten oder gar der Weltmarkt sein:
Der Begriff des Binnenmarktes wird auch zur Unterscheidung eines nationalen Marktes innerhalb eines Staates vom Weltmarkt verwendet. Daraus lässt sich folgende Aggregationsebene je nach Verbreitung eines Marktes ableiten:
| Marktform                | Marktpreis       | ökonomische Ebene |
| ------------------------ | ---------------- | ----------------- |
| Wochenmarkt              | lokaler Preis    | Mikroebene        |
| Binnenmarkt              | Binnenmarktpreis | Mesoebene         |
| Europäischer Binnenmarkt | Binnenmarktpreis | Mesoebene         |
| Weltmarkt                | Weltmarktpreis   | Makroebene        |

Mit der Marktabgrenzung werden insbesondere die Produkte oder Dienstleistungen markt- und kundenspezifisch positioniert und Marktnischen oder Marktlücken identifiziert. Für den relevanten Markt werden strategische Geschäftseinheiten und strategische Planungen aufgestellt. Der relevante Markt soll die Substitutionsbeziehungen zwischen Produkten oder Dienstleistungen sichtbar machen.

## Volkswirtschaftslehre
Traditionell werden bei der Marktabgrenzung Branchen betrachtet. Problematisch hierbei ist jedoch, dass auch zwischen Branchen Konkurrenzbeziehungen in Form der Substitutionskonkurrenz bestehen (z. B. Straßengüterverkehr vs. Schienengüterverkehr). Folglich werden häufig mögliche Beziehungen zwischen Leistungen betrachtet. Dabei können folgende Operationalisierungen zugrunde gelegt werden: 
- Datenkranzkonzept: Die Preis-Absatz-Funktion ist eine vom Markt gegebene, exogene Größe (Datenparameter).
- Elementarmarktkonzept: Jedes Gut hat einen eigenen relevanten Markt.
- Konzept der physisch-technischen Ähnlichkeit: Der relevante Markt umfasst alle Produkte, die sich nach Eigenschaft, Stoff, Verarbeitung, Form, technischer Gestaltung und technischen Daten gleichen.
- Konzept der Kreuzpreiselastizität: Der relevante Markt umfasst alle Produkte, die sich durch eine hohe Kreuzpreiselastizität auszeichnen.
- Grundbedürfniskonzept bzw. Konzept der funktionalen Ähnlichkeit: Der relevante Markt umfasst alle Güter, die das gleiche Grundbedürfnis/Funktion erfüllen. Dieses Konzept ist verwenderorientiert.
- Konzept der konjekturalen Konkurrenz-Situation: Der relevante Markt umfasst alle Konkurrenzprodukte, die ein Anbieter in seinen Absatzplanungen berücksichtigt. Dieses Konzept ist anbieterorientiert.
- Konzept der verwenderorientierten/subjektiven Austauschbarkeit: Der relevante Markt umfasst alle Produkte, die vom Verwender als subjektiv austauschbar angesehen werden.

## Wirtschaftstheorie
In der Wirtschaftstheorie grenzt sich eine Gruppe von Anbietern und Nachfragern derart von anderen ab, dass die nicht zur Gruppe gehörenden Anbieter und Nachfrager nur unbedeutenden Einfluss auf die Preisbildung innerhalb der Gruppe ausüben können. Dieser Abgrenzung dient die Theorie der Substitutionslücke und die Theorie des Elementarmarktes. Vergleichbare Substitutionsgüter (wie mehrere Brotsorten) bilden eine Produktgruppe, die auf einem exklusiven relevanten Markt (hier: Markt für Backwaren) gehandelt wird und diesen von anderen relevanten Märkten abgrenzt.

## Wettbewerbsrecht
Nach § 18 Abs. 1 GWB ist ein Unternehmen marktbeherrschend, wenn es als Anbieter oder Nachfrager einer bestimmten Art von Waren oder gewerblichen Leistungen auf dem sachlich und räumlich relevanten Markt ohne Wettbewerber ist (Monopol), keinem wesentlichen Wettbewerb ausgesetzt ist (Teilmonopol) oder eine im Verhältnis zu seinen Wettbewerbern überragende Marktstellung (Marktführer mit mindestens 40 % Marktanteil) hat. Sachlich relevant ist ein Markt, wenn die Handelsobjekte aus Sicht der Nachfrager funktionell austauschbar sind. Ein räumlich relevanter Markt ist für alle zum sachlich relevanten Markt gehörenden Produkte/Dienstleistungen vorhanden, wenn diese aus Sicht des Nachfragers räumlich austauschbar sind. Unter dem räumlich relevanten Markt versteht man das geografische Gebiet, in dem Unternehmen austauschbare Produkte anbieten oder am Ende austauschbarer Absatzwege als Nachfrager tätig sind. Der kartellrechtlich relevante Markt ist in sachlicher, räumlicher und zeitlicher Hinsicht von anderen Märkten abzugrenzen.
Die Europäische Kommission hat im Dezember 1997 zwei Legaldefinitionen herausgegeben:
- „Der sachlich relevante Produktmarkt umfasst sämtliche Erzeugnisse und/oder Dienstleistungen, die von den Verbrauchern hinsichtlich ihrer Eigenschaften, Preise und ihres vorgesehenen Verwendungszwecks als austauschbar oder substituierbar angesehen werden.“
- „Der geographisch relevante Markt umfasst das Gebiet, in dem die beteiligten Unternehmen die relevanten Produkte oder Dienstleistungen anbieten, in dem die Wettbewerbsbedingungen hinreichend homogen sind und das sich von benachbarten Gebieten durch spürbar unterschiedliche Wettbewerbsbedingungen unterscheidet“.

Demnach bezieht sich der sachlich relevante Markt auf die Austauschbarkeit von Handelsobjekten, der geografisch relevante auf homogene Wettbewerbsbedingungen.

## Kartellrecht
Im Kartellrecht ist das Konzept des relevanten Marktes Teil der Analyse, welche die wettbewerbsbeschränkende Wirkung einer Abrede oder eines Zusammenschlusses bestimmt bzw. feststellt, ob ein Unternehmen eine marktbeherrschende Stellung besitzt. So ist ein Produzent von Äpfeln, welcher auf einem Apfelmarkt als marktbeherrschend eingestuft wurde, auf einem Markt für Früchte möglicherweise nicht marktbeherrschend.
Beim relevanten Markt wird zwischen dem räumlichen, zeitlichen und dem sachlichen relevanten Markt unterschieden. Der sachlich relevante Markt umfasst alle Waren und Leistungen, die von der Marktgegenseite hinsichtlich ihrer Eigenschaften und ihres vorgesehenen Verwendungszweckes als substituierbar angesehen werden. Der räumlich relevante Markt umfasst das Gebiet, in welchem die Marktgegenseite die den sachlichen Markt umfassenden Waren oder Leistungen nachfragt oder anbietet. Die zeitliche Abgrenzung ist vor allem bei Märkten mit starker saisonaler oder zeitlicher Schwankung der Nachfrage von Bedeutung: So ist im Strommarkt die Nachfrage nach Strom mittags erheblich höher als nachts, was Auswirkungen auf die Marktgröße und die Marktmacht einzelner Anbieter hat.
Bestimmung
Zur Bestimmung des relevanten Marktes wird unter anderem auf die Nachfragesubstituierbarkeit und die Angebotsumstellungsflexiblität abgestellt. Die Nachfragesubstituierbarkeit klärt, was bei einer kleinen, dauerhaften Preiserhöhung eines Produkts oder einer Produktegruppe (Erhöhung um 5–10 %) geschieht. Weichen die Nachfrager auf andere Produkte aus und machen so die Preiserhöhung unrentabel, gehören diese anderen Produkte ebenfalls zum relevanten Markt. Diese Analyse wird SSNIP-Test (englisch Small but significant and nontransitory increase in price) genannt, der erstmals 1982 in den USA aufkam. Beispiel: Kaufen bei einer 5- bis 10-prozentigen Erhöhung der Apfelpreise die Konsumenten vermehrt andere Früchte und machen so die Preiserhöhung unrentabel, so gehören die Früchte, auf welche die Konsumenten im Wesentlichen ausweichen, zum relevanten Markt. Der SSNIP-Test kann bei marktbeherrschenden Unternehmen irreführend sein, da das Preisniveau des Produktes des beherrschenden Unternehmens eventuell bereits überhöht ist (sog. Cellophane Fallacy). Darüber hinaus findet der SSNIP-Test keine Anwendung in den Märkten der New Economy, weil die starken Fluktuationen ein aussagekräftiges Ergebnis verhindern.
Die Angebotsumstellungsflexibilität klärt, ob es Anbietern von anderen Produkten möglich ist, als Reaktion auf kleine, dauerhafte Preiserhöhungen ihre Produktion auf die relevanten Erzeugnisse umzustellen und sie kurzfristig auf den Markt zu bringen, ohne dass dadurch spürbare Zusatzkosten oder Risiken entstehen. Entsprechende andere Produkte werden ebenfalls zu dem relevanten Markt gezählt. Ein gutes Beispiel hierfür sind die Papiermärkte, denn die Hersteller können fast ohne jeglichen finanziellen und organisatorischen Aufwand die Produktion auf andere Papiertypen und -größen umstellen. Auch in Fällen wie „Cellophane Fallacy“ ist dieser „Test“ theoretisch anwendbar, auch wenn unter normalen Umständen z. B. Zellophan und Alu nicht austauschbar wären; hier ist jedoch die Preiselastizität schon voll ausgereizt, so dass die Abnehmer trotzdem auf ein anderes Produkt umsteigen, auch wenn das vielleicht nicht ganz so geeignet, dafür aber viel billiger ist. Dies zeigt eine weitere Grenze dieser Messmethode auf. Auch ist hier zu beachten, dass auch die Umstellung auf Seiten der Abnehmer Kosten verursacht und so oft eine Umstellung unrentabel macht. 
Anders als die EU-Kommission hat sich das Bundeskartellamt nicht auf die generelle Anwendung des SSNIP-Tests zur Messung der Substituierbarkeit festgelegt, wendet ihn allerdings immer häufiger an.